# ビーフ・オン・ウェック
ビーフ・オン・ウェック（英: beef on weck）はニューヨーク州西部、特にバッファローで主に食べられているサンドイッチ。カイザーロールに粗塩とキャラウェイシードを振りかけた「クーメルウェック・ロール」と呼ばれるパンでローストビーフを挟んだもの。具の肉はレアに焼いた薄切りを用い、上に乗せる側のパンは肉汁に浸して（オー・ジューにして）、ホースラディッシュを塗るのが昔ながらの作り方である。

## 発祥
起源と歴史ははっきりしていない。一般に信じられているところでは、ニューヨーク州バッファローに住むウィリアム・ヴァーというドイツ人パン屋がクーメルウェック・ロールを作り出した。ヴァーはドイツのシュヴァルツヴァルト地方から移民してきたと考えられており、シュヴァーベン地域で死者への供物とする特別なパン「シュヴァービシェ・ゼーレ」を発想の元にした可能性がある。これは塩とキャラウェイシードをかけたバゲットのような細長いロールパンである。その後、塩辛いクーメルウェックはドリンクの注文を増やすだろうと考えた地元のパブ店主がサンドイッチに使ってビーフ・オン・ウェックを作り出したと言われている。

## パン
粗塩（コーシャソルト）とキャラウェイシードを振りかけて焼いたクーメルウェック・ロールは料理名の由来であり、独特な味わいの元でもある。原語のドイツ語では Kümmel（キュンメル）がキャラウェイを、Weck（ヴェック）はプファルツ、ザールラント、バーデン、シュヴァーベンからフランケンなどドイツ南西部の方言でロールパンを意味する（北部ドイツ人は Brötchen（ブレートヒェン）と言うのが一般的）。ただし、アメリカでビーフ・オン・ウェックに用いるパンはドイツの標準的なキュンメルヴェックより柔らかくふんわりしている傾向がある。

## 調理法
低温で調理したレアのローストビーフを包丁で薄く切り、半分に切ったクーメルウェック・ロールに載せて作るのが一般的。上に乗せる側のパンは切断面をローストビーフの肉汁に浸すことがある。すりおろしたホースラディッシュが用意されるのが普通で、好みにより上のパンに塗る。

## 人気
ビーフ・オン・ウェックはニューヨーク州西部、特に発祥地バッファローで長年人気を保っており、同市からの移住者によってほかの地域にも伝播してきた。2002年にPBSが放送した特番 Sandwiches That You Will Like をはじめ、料理番組でもたびたび紹介されている。ボビー・フレイやアンソニー・ボーディンなどのシェフはビーフ・オン・ウェックやそのバリエーションを自身の番組で取り上げている。
アメリカのレストランチェーン、バッファロー・ワイルド・ウィングズの創始者はニューヨーク西部に住んだことがあり、当初の店名は「バッファロー・ワイルド・ウィングズ・アンド・ウェック」（略称BW3）だった。三つ目のWは1998年に削除されたが、元のままの略称を使う者もいる。同チェーンはビーフ・オン・ウェックを改良した「サーティ・フィフス・ウェック・サンドイッチ」を提供していた。
グルメサイト「デイリー・ミール」は「あなたの知らない、人生が変わる12のサンドイッチ」と題する記事でビーフ・オン・ウェックを「夢が詰まっているのさ、と言いたくなるローストビーフ・サンドイッチ」と評した。